# 金顶夏威夷树蜗
金顶夏威夷树蜗（学名：Achatinella apexfulva），又译夏威夷金顶树蜗或金顶小玛瑙螺，是一种分布在夏威夷的树栖肺螺类陆地蜗牛，该物种是美国夏威夷瓦胡岛的特有种。
A. apexfulva是夏威夷蜗牛的模式种，种加词apexfulva，意为“黄色的尖”（yellow-tipped），指的是蜗牛壳黄色尖端。

## 物种信息
金顶夏威夷树蜗只在美国夏威夷瓦胡岛森林中有分布，目前被认为可能已经绝灭。1787年，英国探险家乔治·迪克森（George Dixon）在瓦胡岛发现并记录了夏威夷金顶树蜗，据记载这些树蜗牛数量极多，它们的壳被用于制作项链。在步入20世纪后，夏威夷的蜗牛受到掠夺式“收集”，并且随人类登岛的老鼠也对夏威夷蜗牛种群造成威胁。在1955年，为控制农业害虫夏威夷引入以其它蜗牛和软体动物为食的玫瑰蜗牛，这导致金顶夏威夷树蜗野外数量快速下降。1997年，最后10只金顶夏威夷树蜗被送往夏威夷大学人工饲养并成功孵育小树蜗。之后由于不明原因几乎所有树蜗都已死亡，2011年时仅有一个个体“乔治”处于人工饲养状态，野外已无金顶夏威夷树蜗观察记录。2017年，研究者取下“乔治”脚部约2毫米长的身体组织冷冻保存。2019年1月1日，金顶夏威夷树蜗最后个体14岁的“乔治”死亡，尽管国际自然保护联盟仍将该物种保护状况评估为极危物种，但其事实上已经绝灭。

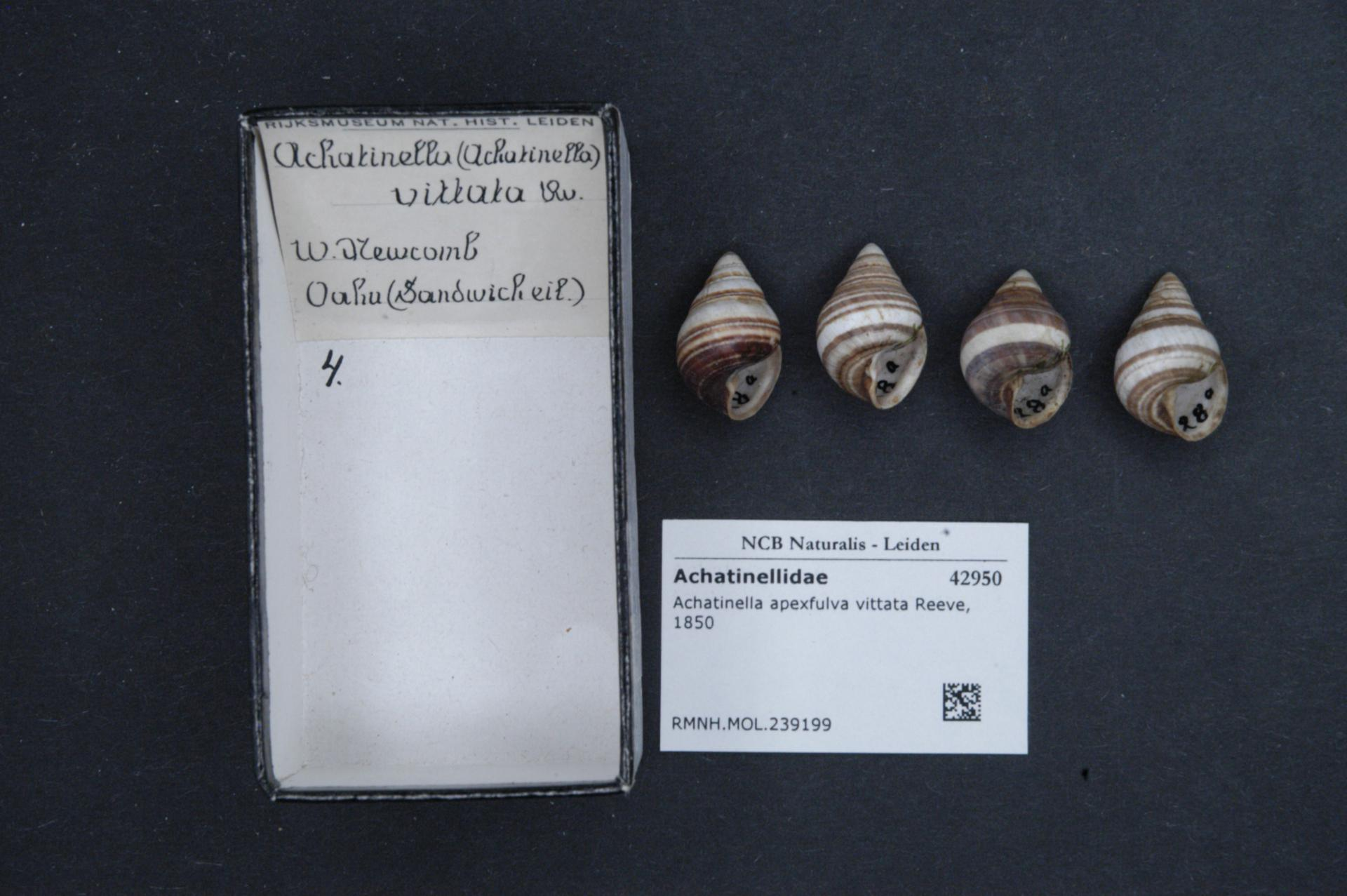
夏威夷金顶树蜗的壳